# 同心家屋
同心家屋 旧平野家住宅・旧今川家住宅 （どうしんかおく きゅうひらのけじゅうたく・いまがわけじゅうたく）は岩手県花巻市にある歴史的建造物。

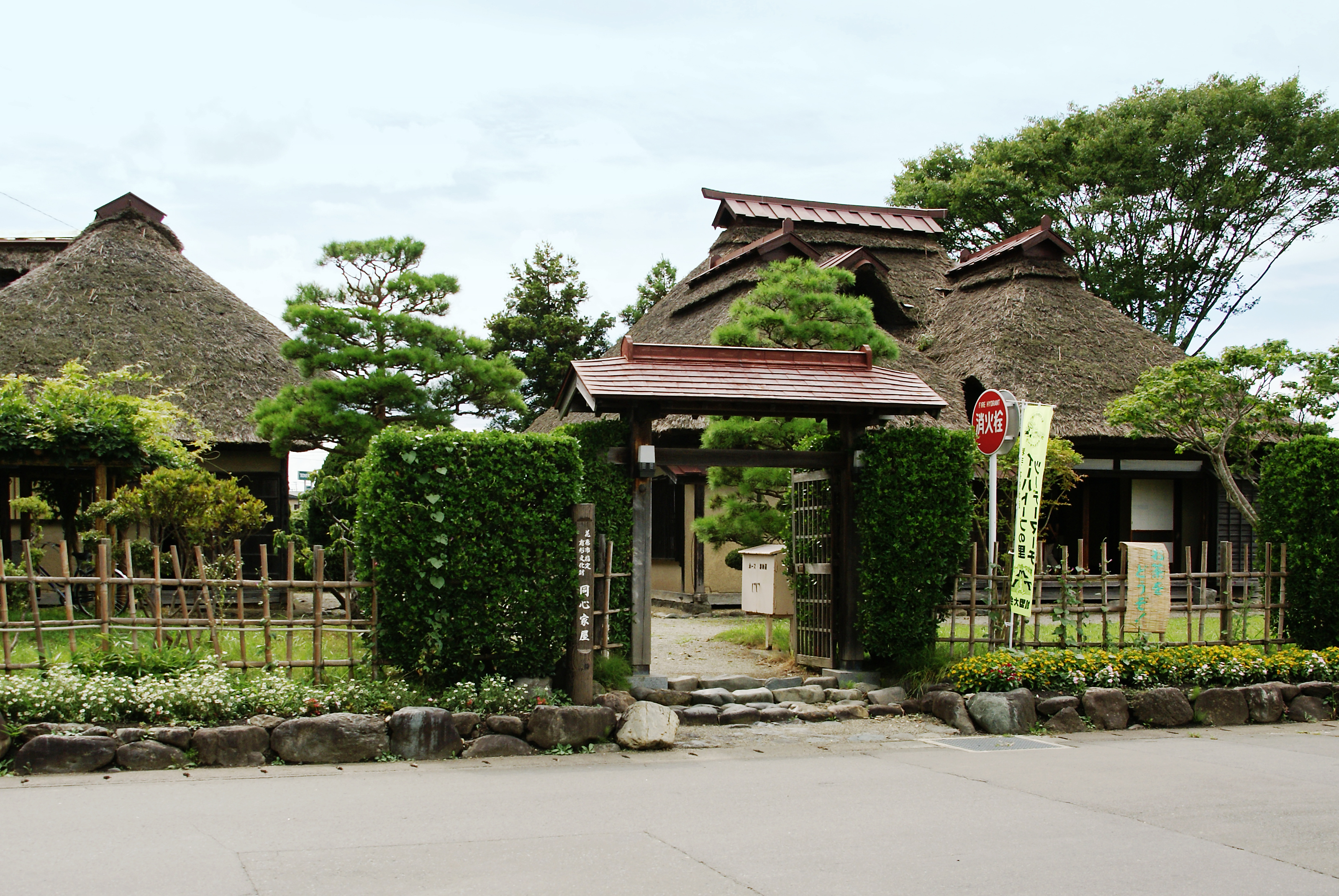
門前より

## 概要
江戸時代に旧向御組町の奥州街道沿いに30軒建てられた同心の屋敷の遺構。
1979年（昭和54年）に現存していた2軒を市が所有することになり、現在地に移築して市指定の文化財として保存、一般に公開された。

## 建築概要
- 所有者 - 花巻市
- 竣工 - 江戸時代末期

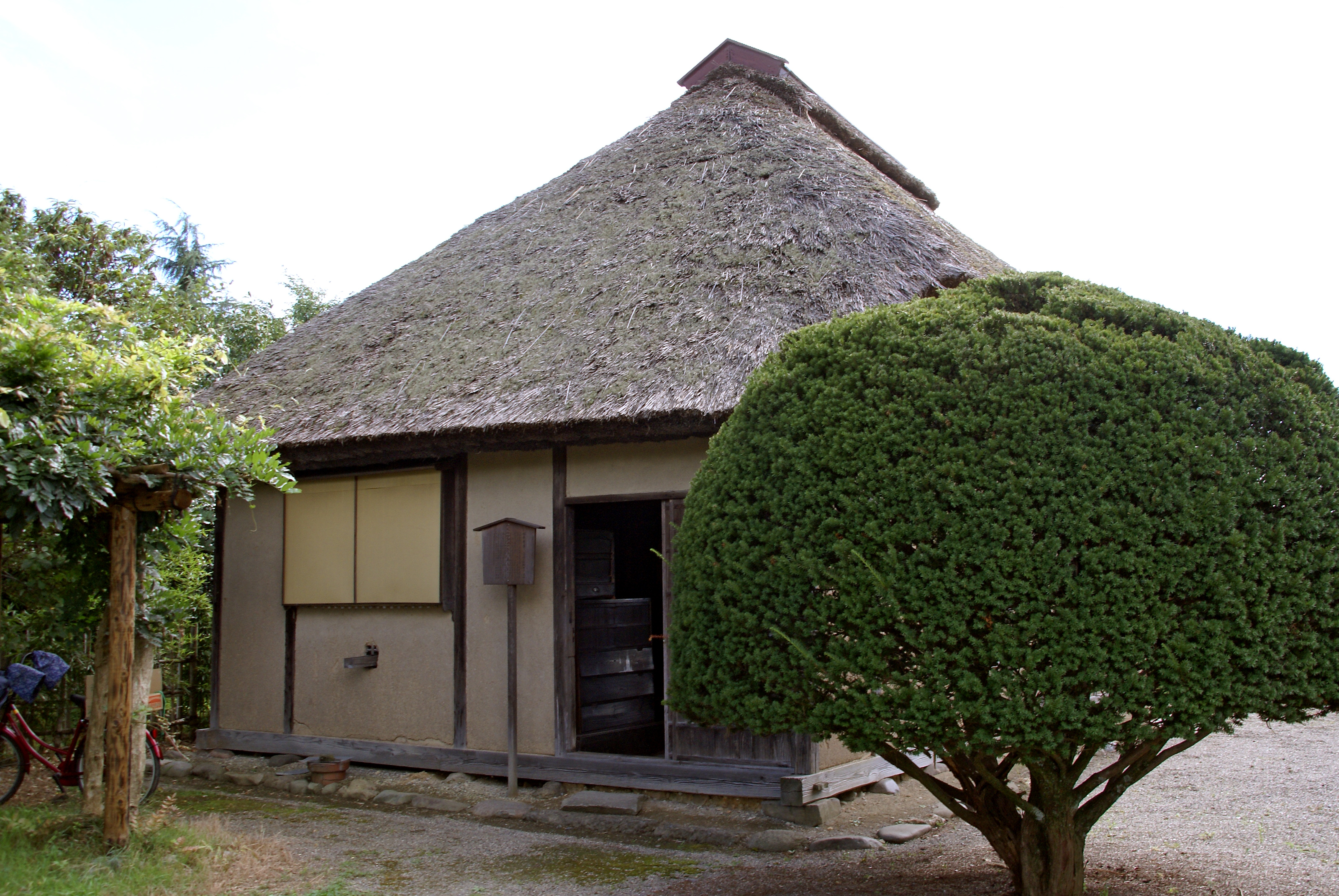
旧平野家住宅

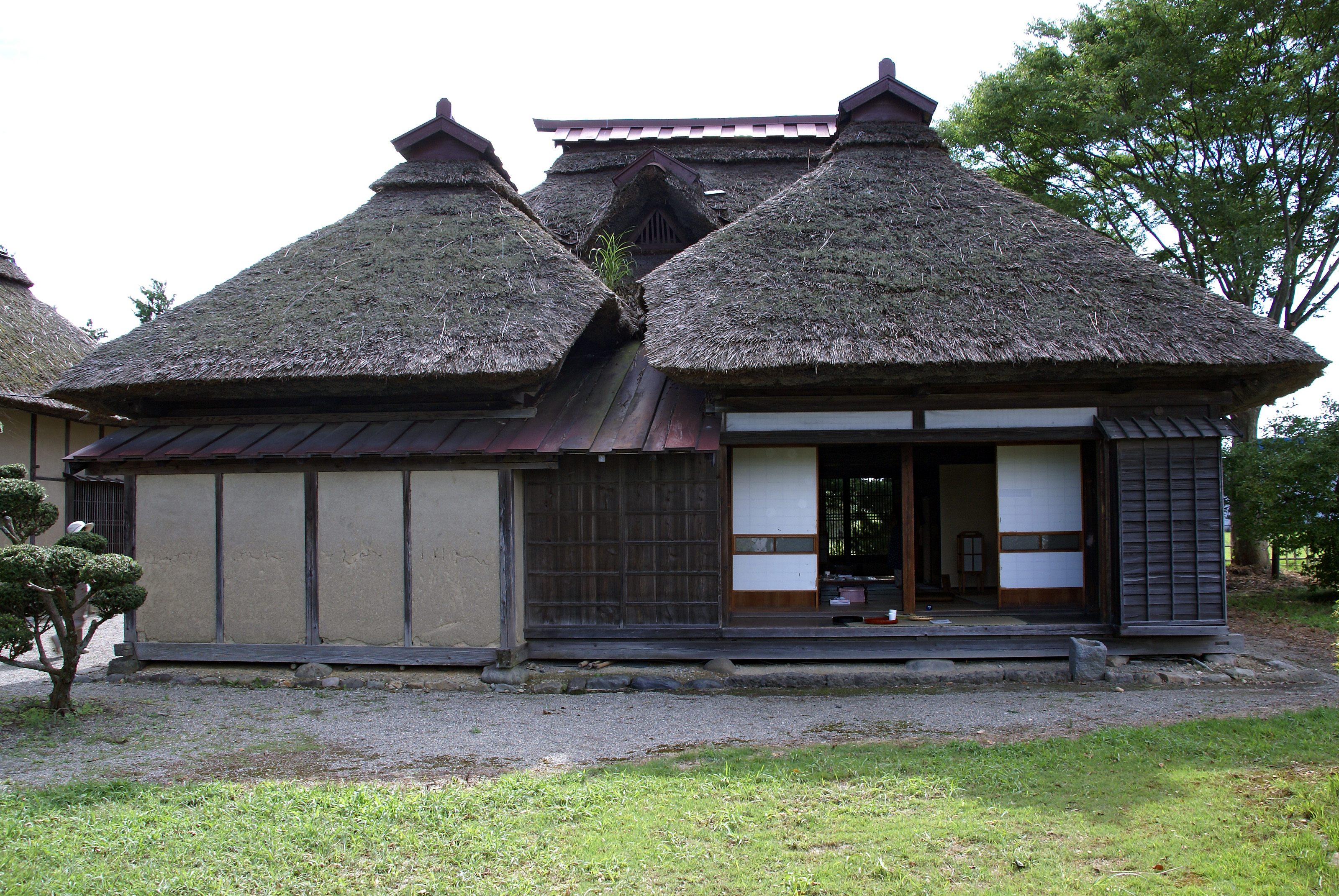
旧今川家住宅

- 構造 - 本屋（間口5間、奥行3間）+曲り屋（旧平野家住宅はＬ字型、旧今川家住宅はコの字型）、武家茅葺き
- 所在地 - 〒025-0084 岩手県花巻市桜町4丁目83-5
- 備考 - 市指定文化財（昭和54年12月12日指定）

## 交通アクセス
- 花巻駅から岩手県交通「賢治詩碑」行きで、終点下車。徒歩1分。

## 周辺情報
- 「雨ニモマケズ」詩碑
- 桜地人館